# Gustave Vient
Louis Gustave Victor Vient, né le 5 septembre 1847 à Paris et mort le 12 novembre 1900 à Paris 12e, est un peintre français.

## Biographie
Louis Gustave Victor Vient est le fils de Léon Victor Vient et de Marie Anne Bechx, fabricants de cristaux.
En 1898, il devient peintre officiel de la Marine.
Il épouse Annette Wassilieff en 1888.
Domicilié dans le boulevard Voltaire, il meurt des suites d'une courte maladie rue du Faubourg-Saint-Antoine à l'âge de 53 ans. Il est inhumé au cimetière parisien d'Ivry.